# 米沙熊
米沙熊（羅馬化：Misha）是1980年夏季奥林匹克运动会的吉祥物，由苏联繪本作家维克托·奇日科夫所設計。以米沙熊的眼淚及主題曲《再見，莫斯科》（До свидания, Москва）在奧林匹克運動會閉幕式道別為其特色。
大會並授權日本動畫公司以米沙熊的形象製作日本動畫《小熊米沙》（こぐまのミーシャ），此作品亦有西班牙語、義大利語、法語等版本在多個地方放送。

## 設計與背景
米沙熊原名米哈伊爾·波塔皮奇·達布特金（/Mikhail Potapych Toptygin），米沙（Миша）是他的原名米哈伊爾（麥可）的俄語小名，同時也是俄語小熊（/Mishka）的變型。
熊是俄羅斯家喻戶曉的動物，也是俄羅斯民族的民族象徵動物，在多個俄羅斯童話故事中出現（如著名的童話《瑪莎與熊》）。故此次蘇聯的吉祥物設計即以棕熊加上奥林匹克五环的腰帶，創作出米沙熊。
在閉幕式所演出的米沙熊的眼淚及主題曲《再見，莫斯科》之所以令在場者代入感動，起因於1979年的阿富汗戰爭，蘇聯加入戰局，引起國際諸國的不滿，諸如美国、中國、西德、日本及大韩民国等國因此抵制此次的莫斯科奧運會。米沙熊的眼淚含有對抵制的無奈感到遺憾之意。而《再見，莫斯科》與群眾道別，以今日人們從米沙熊的角度來看，可能令人抱憾，因為蘇聯沒有機會再辦第二次夏季奧運會 ( 蘇聯於1991年解體 )，與米沙熊的再見將視為永別。

## 主題曲
主題曲《再見，莫斯科》是知名俄羅斯歌手列夫·瓦列里揚諾維奇·列先科的名曲之一。歌詞描寫著與米沙熊道別，並送米沙熊回到童話裡；相聚的時間雖短，但很快樂。在2014年冬季奥林匹克运动会閉幕式，這個橋段再度被北極熊引用，一個女孩為此哭泣的影片也廣泛流傳。

## 影響
米沙熊除了在俄羅斯等前蘇聯地區有其知名度，並在日本動畫的影響下，在日本及世界多個地區有其知名度，但在大中華地區並沒有很大的關注度。
2014年冬季奧林匹克運動會閉幕式的吉祥物北極熊也是因為相似的形象而被投票出線，並且舉手投足皆有米沙熊的影子。而閉幕式重現當年《再見，莫斯科》，讓部份俄羅斯民眾感到懷念。
2016年夏季奧林匹克運動會的吉祥物好友會上，米沙熊以現場最年長奧運會吉祥物出現來迎接新的奧運會吉祥物。
布萊絲娃娃也有發行一款米沙熊造型的布娃娃。

## 外部連結
- 官方网站（英語）
- 日本米沙熊熱愛者記錄網 （页面存档备份，存于）（日語）
- 俄羅斯1980奧運紀錄網 （页面存档备份，存于）（俄語）
- 小熊米沙日本動畫設定 （页面存档备份，存于）（日語）